# Majláth-kastély (Bakóca)
A Majláth-kastély a Baranya vármegyei Bakóca községben található. A barokk kastély az 1860-as években neoklasszicista stílusban lett felújítva. Régebben gyermekotthonként működött, ma kihasználatlan.

## Története
A későbbi kastély alapjául szolgáló épület valószínűleg egy kisebb nemesi kúria volt, ennek helyére építette a kastélyt barokk stílusban a kellemesi Melczer család az 1720-as években. Az 1860-as évek végén neoklasszicista stílusban felújították. 1864-ben itt született Majláth Gusztáv Károly (1864-1940) gyulafehérvári püspök. 1926 és 1929 között Bakócán dolgozott segédtisztként Fekete István (1900–1970) író, akinek innen származik felesége, Piller Edit is. Az író az itteni életet a Ballagó idő című önéletrajzi regényében örökítette meg.
A kastély az államosítást követően a földművelésügyi minisztertől a hozzá tartózó melléképületekkel és 5 hold földbirtokkal együtt a MEFESZ kapta meg, hogy itt üdülőt alakítsanak ki. Az épületben ekkor volt tulajdonosa, Majláth György lakott.
1950-ben a Szamuely Tibor Nevelőotthon költözött a kastélyba.
Az intézmény felújítása 1983-ban kezdődött. A kastély teljes homlokzatát felújították, tetőszerkezetet megerősítették, és az esőelvezetés korszerűsítve lett. A főlépcső is átalakításra került, a földszinten pedig új szobák lettek kialakítva.
Napjainkban az épület magánkézben van, az állapota romos és elhanyagolt.